# Луїджі Капелло
Луїджі Капелло (італ. Luigi Capello; 14 квітня 1859, Вербанія, Королівство П'ємонт — 25 липня 1941, Рим, Королівство Італія) — італійський військовий діяч, генерал.  

## Біографія
Виходець з бідної родини, у 1878 році вступив на військову службу і згодом закінчив військове училище. Служив у піхоті. У 1910 році отримав звання полковника і був призначений командиром 50-го піхотного полку Пармської бригади. Під час італо-турецької війни 1911-1912 років у званні генерал-майора командував бригадою «Абруцці». У 1914 році очолив 25-ту піхотну дивізію. 
Після вступу Італії у Першу світову війну продовжував командувати 25-ю дивізією, брав участь у боях за Крас. 28 вересня 1915 року отримав звання генерал-лейтенанта, потім став командиром 6-го армійського корпусу. Під час битв біля Ізонцо Капелла показав себе успішним командиром. Він зміг захопити Горіцію і через став дуже популярним в Італії. Однак, генерал Кадорна заздрив його успіхам і тому не давав ходу кар'єрному зростанню Капелли.
Із 7 вересня 1916 року — командир 23-го армійського корпусу. Із червня 1917 року — командувач 2-ї армії. 
У жовтні 1917 року під час битви при Капоретто 2-га армія була повністю розгромлена. В розпал катастрофи Капелла захворів і не зміг приймати рішення тому армією тимчасово командував генерал Монтуорі. Після розгрому при Капоретто Капелла 8 лютого 1918 року був відправлений у відставку. 
Після війни Капелла приєднався до фашистського руху, був членом Національної Фашистської партії, у 1922 році брав участь у Марші на Рим. ￼Однак, через членство у масонських організаціях Капелла був виключений з партії. У 1925 році за звинуваченням у підготовці замаху на Муссоліні був заарештований, а у 1927 році засуджений на 30 років ув'язнення. У січні 1936 року звільнений із в'язниці, останні роки життя провів у Римі. 

## Нагороди
- Савойський військовий орден
- Військовий орден Італії
- Бронзова медаль «За військову доблесть»
- Орден Зірки Карагеоргія (Сербія)